# Jingle All the Way (filme)
Jingle All the Way (bra: Um Herói de Brinquedo; prt: O Tesouro de Natal) é um filme de comédia familiar estadunidense de Natal de 1996, dirigido por Brian Levant e estrelado por Arnold Schwarzenegger e Sinbad, com Phil Hartman, Rita Wilson, Jake Lloyd, James Belushi e Robert Conrad.
O enredo centra-se em dois pais rivais, o homem de negócios Howard Langston (Schwarzenegger) e carteiro Myron Larabee (Sinbad), ambos tentando desesperadamente comprar um brinquedo de ação chamado Turbo-Man para os seus respectivos filhos em uma onda de compras de última hora na véspera de Natal.
Inspirado nos brinquedos vendidos da vida real no Natal para produtos como Cabbage Patch Kids e Mighty Morphin Power Rangers, o filme foi escrito por Randy Kornfield. Produtor Chris Columbus reescreveu o roteiro, adicionando elementos de sátira sobre a comercialização do Natal, e o projeto foi pego pela 20th Century Fox. Atrasos no reboot da Fox de Planet of the Apes permitiram Schwarzenegger para vir a bordo do filme, enquanto Columbus optou por lançar Sinbad à frente de Joe Pesci como Myron. Jingle All the Way foi criado e filmado nas cidades gêmeas de Minneapolis e Saint Paul em uma variedade de locais , incluindo o Mall of America. Após cinco semanas de filmagem, a produção mudou para a Califórnia, onde cenas como o desfile final foram gravadas. Produção rápida de merchandising significado do filme foi limitada a uma réplica da figura de ação Turbo-Man usada no filme.
Embora alguns críticos sentiram que o filme era bom entretenimento para a família, ele foi recebido com uma resposta amplamente negativa. Muita crítica foi anexado ao roteiro do filme, seu foco no comercialismo do Natal, a direção do Levant e desempenho de Schwarzenegger. No entanto, revelou-se um sucesso de bilheteria, gerando US$ 129 milhões no mundo inteiro. Em 2001, Fox foi condenada a pagar US$ 19 milhões para Murray Hill Publishing por roubar a ideia para o filme, o veredicto foi derrubado três anos depois.

## Elenco
- Arnold Schwarzenegger como Howard Langston (Turbo-Man)
- Sinbad como Myron Larabee
- Phil Hartman como Ted Maltin
- Rita Wilson como Liz Langston
- Robert Conrad como Oficial Hummell
- Martin Mull como D.J.
- Jake Lloyd como Jamie Langston
- James Belushi como Papai Noel do Shopping
- Danny Woodburn como Tony o elfo
- Paul Wight como Enorme Papai Noel
- E.J. De La Pena como Johnny Maltin
- Laraine Newman como Primeira Dama
- Justin Chapman como Billy
- Harvey Korman como Presidente
- Richard Moll como Dementador
- Daniel Riordan como Turbo Man

## Produção

### Desenvolvimento
O filme inspira-se na alta demanda por brinquedos de Natal, como o Cabbage Patch Kids e Mighty Morphin Power Rangers no final de 1980 e início de 1990, o que muitas vezes levou à busca intensa e violência ocasional entre os compradores. Randy Kornfield escreveu roteiro original do filme depois de testemunhar seus sogros ir a uma loja de brinquedos em Santa Mônica de madrugada, a fim de ter um Power Ranger para seu filho. Embora admitindo a perder o clamor para os Cabbage Patch Kids e Power Rangers, produtor Chris Columbus viveu uma situação semelhante em 1995, quando ele tentou obter um brinquedo de ação Buzz Lightyear do filme Toy Story, lançado naquele ano. Como resultado, ele reescreveu o roteiro de Kornfield, o que foi aceito pela 20th Century Fox. Columbus foi sempre "atraído para o lado escuro do mais feliz feriado do ano", assim escreveu elementos do filme como uma sátira da comercialização do Natal. Brian Levant foi contratado para dirigir o filme. Columbus disse que Levant "entenderia o humor no material" e "foi muito animado e excitado, e ele tinha uma visão do que ele queria fazer." Levant disse: "A história de que era importante para mim foi entre o pai e o filho...é uma história sobre o amor, e viagem de um pai para entregá-lo na forma de um boneco Turbo Man. O fato de que eu tenho que projetar um brinquedo linha e fazer os comerciais e fazer pijamas e histórias em quadrinhos foi muito divertido para mim como cineasta. Mas, na sua raiz, o filme sobre algo realmente doce. Trata-se de amor e construir uma família melhor. Acho que isso é consistente com tudo que eu fiz."
Arnold Schwarzenegger foi rapidamente lançado. Ele tornou-se disponível em fevereiro de 1996, depois de remake de Planet of the Apes da Fox  foi adiado novamente; Columbus também saiu desse projeto para trabalhar em Jingle All the Way. O filme marca quarta aparição de Schwarzenegger como protagonista de um filme de comédia, seguindo Twins (1988), Kindergarten Cop (1990) and Junior (1994). Schwarzenegger foi pago supostos $20 milhões para o papel. Ele gostou do filme, tendo experimentado no último minuto compras de Natal ele mesmo, e foi atraído para a reprodução de um personagem "normal" em um filme para a família. Columbus inicialmente queria Joe Pesci interpretando Myron. Comediante Sinbad foi escolhido em vez disso, em parte devido à sua altura e tamanho semelhante ao de Schwarzenegger. Sinbad foi sugerido por parte pelo agente de Schwarzenegger, mas os produtores acharam que ele era inadequado para o papel de um vilão como ele poderia prejudicar sua imagem limpa, peça de comédia de orientação familiar e reputação, embora Sinbad sentiu o personagem iria gerar a simpatia do público, em vez de ódio. Além disso, ele perdeu a audição devido a sua aparição com a primeira-dama Hillary Clinton e músico Sheryl Crow na turnê USO da Bósnia e Herzegovina, mas Columbus esperou que ele voltasse para lhe permitir fazer um teste e, embora Sinbad sentiu que tinha "estragado", foi-lhe dado o papel. Ele improvisou a maioria de suas falas no filme; Schwarzenegger também improvisou muitas de suas respostas em suas conversas com o personagem de Sinbad.

### Filmagem
As filmagens ocorreram em Minnesota por cinco semanas a partir de 15 de abril de 1996; na época, era a maior produção de filmes para levar sempre lugar no estado. Jingle All the Way foi ambientado e filmado nas cidades gêmeas da área metropolitana de Minnesota em locais como Mall of America de Bloomington, Mickey's Diner, centro de Minneapolis, Linden Hills, áreas residenciais de Edina e principalmente centro de Saint Paul. Lojas não utilizadas na área do Seventh Place Mall foram redecorados para assemelhar-se a lojas de Natal decoradas, enquanto os estúdios Energy Park foram utilizadas por grande parte da filmagem e as luzes de Natal ficou acordado em Rice Park para uso no filme. O Mall of America e "clima semi-frio" do Estado se mostrou atraente para o estúdio. Embora Schwarzenegger afirmou que os moradores foram "bem-comportados" e "cooperativos", Levant frequentemente encontrava filmagens "impossíveis" devido à escala e do ruído das multidões que vieram para assistir a produção, especialmente no Mall of America, mas no geral encontramos os moradores para ser "respeitoso" e "pessoas adoráveis." Levant passou vários meses na área antes de filmar, a fim de se preparar. Os usos de licença poética do filme tratando Minneapolis e Saint Paul como uma cidade, como este foi logisticamente mais fácil, a polícia é chamada "Polícia das Cidades Gêmeas" no filme. Além disso, a Parada Holidazzle da cidade é renomeada para Parada Wintertainment e tem lugar na 2nd Avenida durante o dia, em vez de Nicollet Mall à noite. Levant queria filmar o desfile à noite, mas foi anulado por razões práticas.
O desfile foi filmado em Universal Studios Hollywood em Califórnia no set de New York Street, devido a preocupações de segurança. O conjunto foi concebido para se assemelhar a 2nd Avenida, o desfile foi filmado de cima por helicópteros e costurados para gravações em fosco da rua da vida real. Levou três semanas para filmar, com 1,500 extras sendo usados na cena, junto com três carros alegóricos de design personalizado. Outras partes do filme foram rodadas em Los Angeles, na Califórnia incluído em interiores de lojas, e cena de luta no armazém entre Howard e os Papais Noéis criminosos, pelo que foi usado um depósito de móveis de Pasadena Turbo-Man foi criado e concebido para o filme. Isto significava que os comerciais e cenas da série de TV Turbo-Man foram todos gravados por Levant, enquanto todo a mercadoria Turbo-Man, embalagem e adereços mostrado no filme foram feitos pontuais e projetados para parecer "autênticos, como se todos eles surgiram a partir da mesmo bem." Junto com Columbus e Levant, o desenhista de produção Leslie McDonald e designer de personagens Tim Flattery trabalharam no Turbo-Man, Impulsionador e Dementador e ajudaram a tornar o terno em tamanho real de Turbo-Man para o clímax do filme. Produção principal terminou em agosto, Columbus "afinando a imagem até o último minuto possível", usando várias audiências de teste "para ver onde as gargalhadas realmente mentem."

## Trilha sonora
TVT Records lançou álbum da trilha sonora do filme em Áudio CD em 26 de novembro de 1996. Possui apenas duas peças do compositor David Newman de Jingle All the Way, mas apresenta muitas das canções de outros artistas incluídas no filme, assim como outras canções de Natal e novas faixas de The Brian Setzer Orchestra. Intrada Music Group lançou uma edição limitada coleção especial de trilha sonora total de 23 faixas de Newman em 3 de novembro de 2008.

### Lista de faixas
| N.º | Título                                     | Compositor(es)                                                | Artista                                     | Duração |  |
| 1.  | "Jingle Bells"                             | James Pierpont                                                | The Brian Setzer Orchestra                  | 2:18    |  |
| 2.  | "So They Say It's Christmas"               | Brian Setzer                                                  | Lou Rawls, The Brian Setzer Orchestra       | 4:05    |  |
| 3.  | "Sleigh Ride"                              | Leroy Anderson, Mitchell Parish                               | Darlene Love, The Brian Setzer Orchestra    | 2:36    |  |
| 4.  | "Run Rudolph Run"                          | Marvin Brodie, Johnny Marks                                   | Chuck Berry                                 | 2:44    |  |
| 5.  | "It's the Most Wonderful Time of the Year" | Edward Pola, George Wyle                                      | Johnny Mathis                               | 2:47    |  |
| 6.  | "Merry Christmas Baby"                     | Lou Baxter, Johnny Moore                                      | Charles Brown                               | 4:47    |  |
| 7.  | "Back Door Santa"                          | Clarence Carter, Marcus Daniel                                | Clarence Carter                             | 2:09    |  |
| 8.  | "The Christmas Song"                       | Mel Tormé, Robert Wells                                       | Nat King Cole                               | 3:10    |  |
| 9.  | "Jingle Bell Rock"                         | Joe Beal, Joseph Carleton Beal, Jim Boothe, James Ross Boothe | Bobby Helms                                 | 2:12    |  |
| 10. | "Father and Son"                           | Calvin Massey, David Newman, Cat Stevens                      | David Newman                                | 3:00    |  |
| 11. | "Finale"                                   | Geoffrey Burgon, Alfred Newman, Stephen Schwartz              | David Newman                                | 4:02    |  |
| 12. | "Deep in the Heart of Xmas"                | Sammy Hagar, Jesse Harms                                      | The Brian Setzer Orchestra and Darlene Love | 2:52    |  |

## Lançamento
Como Schwarzenegger só assinou contrato para o filme em fevereiro e o filme foi rodado tão rapidamente, apenas seis meses e meio estava disponível para merchandising, em vez de o ano ideal. Como tal, merchandising foi limitada a uma réplica de 13,5 polegadas de US$ 25 do brinquedo de ação Turbo-Man com Fala e o veículo exclusivo do Turbo-Man Time Racer na Costa Oeste, enquanto nenhuma das promoções combinadas puderam serem garantidas. Apesar disso, vários críticos escreveram que o filme só estava sendo feito a fim de vender o brinquedo. Columbus descartou essa ideia, afirmando que, com apenas cerca de 200 mil brinquedos Turbo-Man que estão sendo feitos, a comercialização foi muito menor do que o do ano outros lançamentos, como o Space Jam e 101 Dalmatians.
A estreia mundial foi realizada em 16 de novembro de 1996, no Mall of America em Bloomington, onde partes do filme foram filmadas. Um dia de eventos foi realizada para comemorar o lançamento do filme e Schwarzenegger doou lembranças do filme ao shopping Planet Hollywood. Abertura em 2.401  cinemas em 22 de novembro de Jingle All the Way fez US$ 12,1 milhões em seu primeiro fim de semana, a abertura na posição #4 atrás de Star Trek: First Contact, Space Jam e Ransom, faturando US$ 129 milhões de dólares em todo o mundo, recuperando seu orçamento de US$ 75 milhões. O filme foi lançado em VHS em outubro de 1997, e em novembro de 1998 foi lançado em DVD. Foi relançado em DVD em dezembro de 2004, seguido pela versão estendida do diretor em outubro de 2007, conhecido como o "Family Fun Edition". Ela continha vários minutos de cenas extras, bem como outros extras do DVD, como por atrás das características das cenas. Em dezembro do ano seguinte, o Family Fun Edition foi lançado em Blu-ray Disc.

## Recepção
"Apesar de seu acúmulo bastante divertido e comentários um tanto sério no materialismo durante as férias, no final do filme tem um conceito realista e acrescenta elementos de comédia de ficção científica. Não só o filme tomar uma volta para o desenho animado, mas o fim é basicamente todo mundo rir e aprender a lição, sem qualquer resolução realista da situação. É como se os roteiristas não conseguissem descobrir uma maneira fácil para sair da situação de Howard, para que eles adicionaram na comédia pastelão e o fim de um episódio de Full House."

— Mike Drucker.
O filme recebeu críticas negativas na maior parte dos críticos, recebendo uma classificação de "podre" de 17% em Rotten Tomatoes, com 35 comentários negativos de 42 contados. Emanuel Levy sentiu o filme "muito estereotipado" e criticou a direção de Levant como pouco mais avançado do que um seriado de televisão. Embora sentisse que Hartman, Wilson e Conrad não foram dadas muitas oportunidades para brilhar devido ao script, ele opinou que "Schwarzenegger desenvolveu uma entrega de luz cômica, pontuado ocasionalmente por um irônico forro", enquanto "Sinbad tem bons momentos". Neil Jeffries do Empire discordou, sentindo Schwarzenegger para ser "madeira" e Sinbad a ser "tentando desesperadamente ser mais engraçado do que o chapéu", mas elogiou Lloyd como a "graça" do filme.
A crítica do The New York Times Janet Maslin sentiu o filme não tinha qualquer plano real, fracassou em sua tentativa de sátira, deveria ter incluído filho de Myron só para mencionar e "principalmente desperdiçado" Hartman, enquanto a direção de Levant foi "apática". Da mesma forma, o correspondente da BBC Neil Smith criticou o roteiro do filme, seu foco na comercialização do Natal, bem como o desempenho de Schwarzenegger, que mostra "a afinação cômica de um veado morto", mas destacou Hartman para louvor. O crítico do Chicago Tribune Michael Wilmington criticou o filme, se perguntando por que os personagens (principalmente Howard) agiu de forma ilógica "Howard Langston é suposto ser um fabricante de colchão bem sucedido, mas o filme pinta-o como um palhaço de temperamento quente, sem uma ideia sensata em sua cabeça" Jack Garner de USA Today, condenou o filme, achando mais "cínico" do que satírico, afirmando que "este filme dolorosamente ruim foi inspirado estritamente no jingle potencial de caixas registradoras." Ele escreveu sobre a falha na direção de Levant que ele "não oferece...senso de afinação cômica", enquanto "faz uma pausa no meio de grande parte do diálogo são francamente dolorosas." Trevor Johnston sugeriu que o filme "parece marcar um ponto de declínio na arca carreira de Schwarzenegger" e a mensagem anticonsumismo falhando, com "corrupto Papai Noel do do shopping de Jim Belushi com seu armazém de bens roubados...fornecendo único flash do filme de humor negro."
Mike Drucker do IGN elogiou seu tema como "um dos poucos filmes de férias que lidar diretamente com a comercialização do Natal", embora se sentia nos últimos vinte minutos do filme deixá-lo para baixo, como a primeira hora ou assim tinha valor "algum entretenimento familiar" se tomada com um "grão de sal". Ele concluiu o filme era "um membro do gênero tão-brega-é-bom", enquanto "Arnold oferece uma abundância de afinações maduras para chamadores de placa de som de manivela". Jamie Malanowski de The New York Times elogiou premissa satírica do filme, mas sentiu que era "cheio de potencial não realizado", porque "os cineastas [erroneamente] equiparar caos com humor." Roger Ebert deu ao filme duas estrelas e meia, escrevendo que ele "gostei muito do filme", que ele pensou tinha "energia" e humor que teria apelo público de massa. Ele foi, no entanto, decepcionado por "seu ponto de vista implacavelmente materialista do Natal, e pela escolha para ir com ação e violência (leve) sobre o diálogo e a trama." Kevin Carr do 7M Pictures concluiu que, embora o filme não é muito bom, como uma forma de entretenimento para a família que é "surpreendentemente divertido."
Brian Levant foi nomeado para o Framboesa de Ouro de Pior Diretor, mas perdeu para Andrew Bergman por Striptease; Sinbad, no entanto, ganhou o Blockbuster Entertainment Award de Ator Coadjuvante Favorito em um Filme Familiar.

## Ação judicial
Em 1998, a Murray Hill Publishing processou a 20th Century Fox por US$ 150 mil, alegando que a ideia do filme foi roubada de um roteiro que haviam comprado do professor do ensino médio Brian Webster, intitulado Could This Be Christmas? (em português, Este poderia ser o Natal?). Eles disseram que o roteiro tinha 36 semelhanças com Jingle All the Way, incluindo o enredo, diálogo e nomes de personagens. O presidente da Murray Hill, Bob Laurel, comprou o roteiro de Webster em 1993, e enviou-o para a Fox e outros estúdios em 1994, mas não recebeu resposta e afirmou que a ideia foi copiada por Kornfield, que era leitor de roteiro da Fox. Em 2001, a Fox foi considerada culpada de roubar a ideia e condenada a pagar US$ 19 milhões (US$ 15 milhões em danos e US$ 4 milhões em custos legais) para Murray Hill, Webster receberia uma porção. Laurel morreu poucos meses depois do veredicto, antes de receber o dinheiro. Na apelação, o valor da indenização por prejuízos foi reduzida para US$ 1,5 milhão, antes de o próprio veredicto ser anulado em 2004, com um juiz decidindo que a ideia não foi roubada devido ao fato da Fox ter comprado o roteiro de Kornfield antes que ele ou qualquer outra pessoa na Fox ter lido Este poderia ser o Natal?.

## Sequência
Foi anunciado em 11 de fevereiro de 2014, que uma sequência tinha entrado em produção em uma produção conjunta entre os estúdios da WWE e 20th Century Fox. Nenhum do elenco original está programado para retornar e, em vez disto os protagonistas serão interpretados por Larry the Cable Guy e Brian Stepanek. A sequência vai ser um projeto diretamente em vídeo e será dirigida por Alex Zamm.